# 科希策足球俱樂部
科希策足球俱乐部（FC Košice），简称FC科希策，是一家位于科希策的斯洛伐克足球俱乐部，目前参加斯洛伐克足球超级联赛。
俱乐部成立于2018年，由原科希策足球俱乐部（FK Košice）与科希策-巴萨足球俱乐部（FK Košice-Barca）合并而成。从历史和传统的角度来看，该俱乐部是VSS高斯錫足球會的继承者，但从法律角度来看，它是一个全新的俱乐部。